# Zalando
Zalando es una tienda online de moda alemana especializada en la venta de zapatos y ropa para hombre, mujer y niño. Fue creada en 2008, cuenta con sede en Berlín y está presente en países europeos como: Alemania, Austria, Bélgica, España, Finlandia, Francia, Reino Unido, Italia, Luxemburgo, Noruega, Países Bajos, Suecia y Suiza.

## Historia

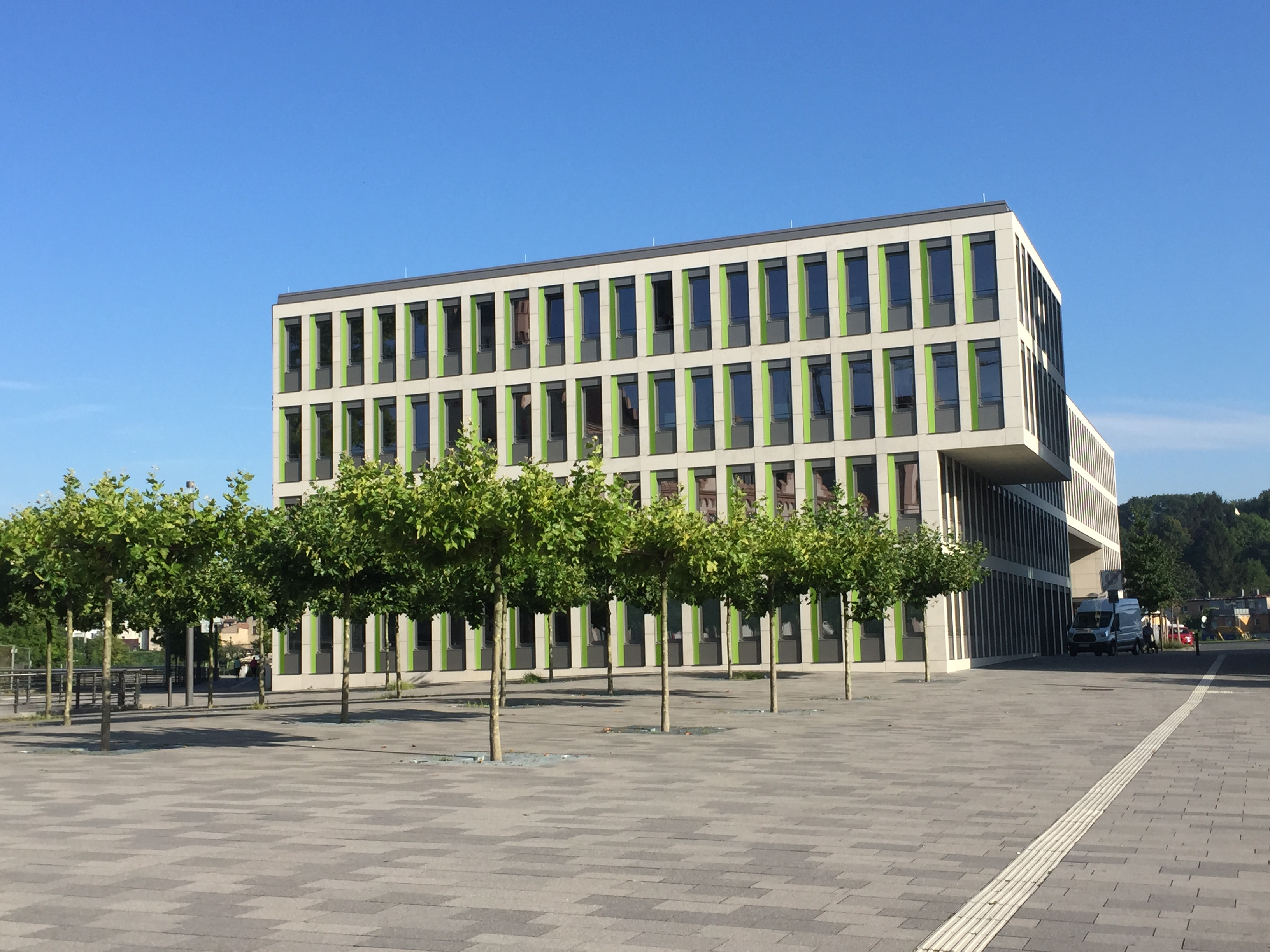
Zalando IT Center (Dock 1), Phoenix-See, Dortmund

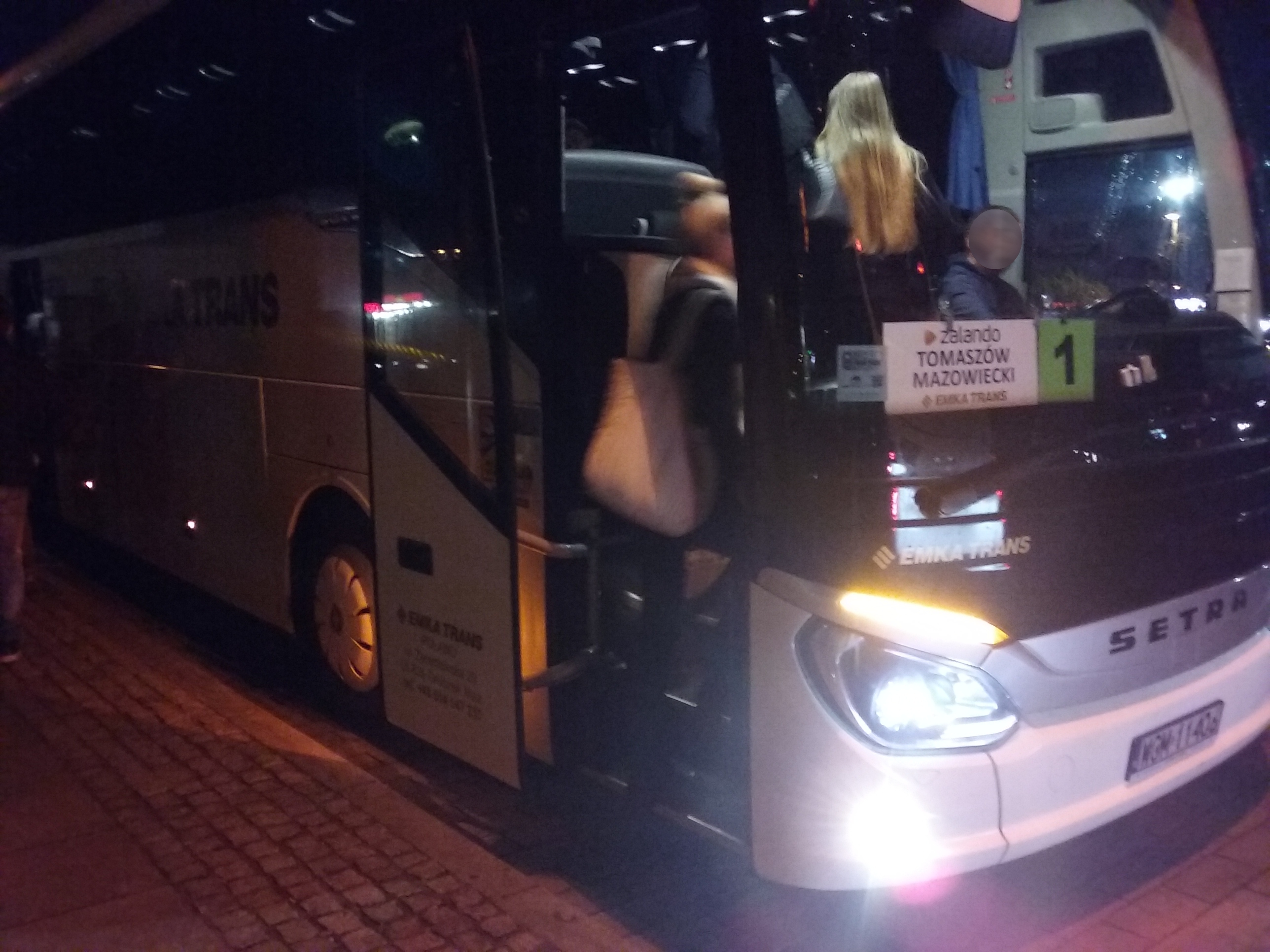
Autobús de empleados que transporta empleados desde Tomaszów Mazowiecki (voivodato de Łódź) a 35 km hasta el almacén de Zalando en el pueblo de Głuchów (Polonia)

Zalando es una empresa de tipo electrónico fundada en 2008 por Robert Gentz y David Schneider. Está inspirada en la americana Zappos.com y recibe su nombre de la combinación entre Zappos y Alando, la primera start-up de los hermanos Samwer.
Oliver, Marc y Alexander Samwer son tres inversores alemanes, cuya base de operaciones se encuentra en Berlín. Son los creadores de Rocket Internet, un acelerador de start-ups que crea empresas en línea (tales como Groupon o Edarling) y las financia hasta que pueden valerse por sí mismas.
A pesar de iniciarse como tienda de calzado en línea, Zalando también comercializa ropa y artículos de deporte, además de muebles, artículos de decoración del hogar y productos de belleza. 
Tras cuatro años de andadura en línea, en marzo de 2012 Zalando abre la primera tienda física en Berlín: Zalando Outlet Store.
El 16 de mayo de 2012, Zalando (www.zalando.es) se lanza también en España bajo el mando de un equipo de españoles nativos.

## Modelo de negocio

### Oferta
Zalando es una empresa de venta online al por menor, que opera en 25 países y comercializa más de 1.000.000 artículos y 7.000 marcas. En cuanto a sus servicios, la empresa se caracteriza por ofrecer envíos y devoluciones gratuitos.

### Distribución
El modelo de distribución de la empresa Zalando se basa en la gestión de una plataforma de comercio electrónico que permite crear un entorno de puesta en común para marcas, usuarios y colaboradores, registrando en 2022 más de 261 millones de pedidos online. 
Para gestionarlo, actualmente Zalando cuenta con 12 centros de distribución repartidos por Europa, entre los cuales se encuentra el centro de distribución en España (Illescas, Toledo), además de otros 3 centros que están en proceso de construcción. Los centros situados en Alemania son propios de Zalando, mientras que los que se encuentran en otros países de Europa lo operan empresas colaboradoras.
Además, la empresa trabaja con diferentes empresas de transporte para asegurar la entrega rápida y eficiente de los productos.
La empresa ha invertido en tecnología y automatización para agilizar el proceso de distribución. Por ejemplo, utiliza robots en sus centros de distribución para clasificar y empaquetar los productos de manera más eficiente.
En resumen, el modelo de distribución de Zalando se basa en una plataforma de comercio electrónico que utiliza su propia red logística y la automatización para garantizar la entrega rápida y eficiente de los productos a los clientes.

## Presencia internacional
- 2008: Alemania.
- 2009: Austria.
- 2010: Francia y Países Bajos.

Marca de moda Zalando en los países europeos (sin sucursales en otros países, a partir de enero de 2022)

- 2011: Reino Unido, Italia y Suiza.
- 2012: Bélgica, Suecia, España, Finlandia, Dinamarca y Polonia.
- 2013: Noruega, Finlandia o Luxemburgo.

## Premios y reconocimientos
- 2012: Zalando es nombrada Mejor Tienda En línea Internacional en los E-Commerce Awards (premios de comercio electrónico europeos), que se celebraron en Barcelona.[9]
- 2011: la empresa consigue una notoriedad del 95% en Alemania y se convierte en la segunda marca más conocida del país.[10]

## Controversias
En 2010, la empresa alemana de moda y productos de bienestar creada en 2002, Calando, denunció a Zalando por tener un nombre similar y vender productos similares. Aunque la compañía demandante exige una compensación económica, el caso aún no se ha cerrado.
Ese mismo año, Rainer Langhans, un famoso icono hippie alemán de la época del 68, demandó a la compañía por utilizar un personaje hippie en uno de sus anuncios publicitarios porque, según él, le imitaba. Langhans pidió una compensación económica por utilizar su imagen sin consentimiento previo.